# Claudia Llosa
Claudia Llosa (Lima, 15 novembre 1976) è una regista, sceneggiatrice e produttrice cinematografica peruviana.

## Biografia
Nipote dello scrittore peruviano Mario Vargas Llosa e del regista Luis Llosa, si è laureata in scienze della comunicazione all'Università di Lima. Nel 1990 si è trasferita a Madrid, in Spagna, dove ha studiato dal 1998 al 2001. Dopo aver lavorato nel settore pubblicitario, nel 2006 ha vinto il premio per la "miglior sceneggiatura originale" al Festival di L'Avana e numerosi altri premi a livello internazionale per il suo film di debutto Madeinusa. Nel 2009 il suo successivo film Il canto di Paloma è stato selezionato per il 59º Festival di Berlino, dove ha vinto l'Orso d'oro e il premio FIPRESCI. Lo stesso film ha ricevuto la candidatura ai Premi Oscar 2010 nella categoria miglior film straniero. Nel 2012, con il cortometraggio Loxoro, ha nuovamente partecipato al Festival di Berlino, vincendo il Premio Teddy. Anche il suo successivo film, Il volo del falco, è stato presentato in concorso a Berlino nel 2014.

## Filmografia

### Regista
- Madeinusa (2006)
- Il canto di Paloma (La teta asustada) (2009)
- Loxoro - cortometraggio (2012)
- Il volo del falco (Aloft) (2014)
- Mis otros yo - cortometraggio (2021)
- Distanza di sicurezza (Distancia de rescate) (2021)